# 테트라키스티스과
테트라키스티스과(Tetracystaceae)는 녹조강에 속하는 녹조류과의 하나이다. 2속 3종으로 이루어져 있다. 클로랑기오글로이아과와 단게아르디넬라과 등과 함께 목 분류군이 불확실하다.

## 하위 속
- Axilosphaera - 유일종 A. vegetata
- Heterotetracystis - 2종
- 테트라키스티스속 (Tetracystis) - 현재 녹색소구체과로 분류한다.[2]